# ألين هوبكينز
ألين هوبكينز (بالإنجليزية: Allen Hopkins)‏ هو لاعب بلياردو أمريكي ‏ أمريكي، ولد في 18 نوفمبر 1951.